# Múi giờ Argentina
Múi giờ Argentina nằm ở kinh độ đó một cách tự nhiên sẽ đặt nó trong múi giờ UTC-4 hoặc UTC-5, nhưng nó thực sự sử dụng UTC-5 múi giờ. Argentina xác định có nên quan sát thời gian tiết kiệm ánh sáng ban ngày theo từng năm hay không và các tỉnh riêng lẻ có thể chọn không tham gia quyết định của liên bang. Hiện tại, Argentina không quan sát thời gian tiết kiệm ánh sáng ban ngày.
Dịch vụ thủy văn Argentina duy trì thời gian quốc gia chính thức.

## Lịch sử
Tiêu chuẩn chính thức đầu tiên diễn ra vào ngày 25 tháng 9 năm 1894. Thời gian chính thức chuyển giữa UTC−4 và UTC−3 từ 1920 đến 1969 và sau đó giữa UTC−3 và UTC−2 từ 1974 đến 1993. Trong lịch sử, một số hoặc tất cả Argentina đã quan sát thấy thời gian tiết kiệm ánh sáng ban ngày trong mùa hè 1989–1990 đến mùa hè 1992–1993 và một lần nữa trong năm 2007-2009. Ngày 7 tháng 3 năm 1993, nó được sửa ở UTC−3, được gọi là múi giờ Argentina (ART)

## Cơ sở dữ liệu múi giờ IANA
Trong tệp zone.tab của cơ sở dữ liệu múi giờ IANA, Argentina có các vùng sau:
- Châu Mỹ/Argentina/Buenos Aires – Buenos Aires (BA, CF)
- Châu Mỹ/Argentina/Cordoba – hầu hết các địa điểm (CD, CC, CR, ER, FO, MN, SE, SF)
- Châu Mỹ/Argentina/Salta (SA, LP, NQ, RN)
- Châu Mỹ/Argentina/Jujuy – Jujuy (JY)
- Châu Mỹ/Argentina/Tucuman – Tucuman (TM)
- Châu Mỹ/Argentina/Catamarca – Catamarca (CT), Chubut (CH)
- Châu Mỹ/Argentina/La Rioja – La Rioja (LR)
- Châu Mỹ/Argentina/San Juan – San Juan (SJ)
- Châu Mỹ/Argentina/Mendoza – Mendoza (MZ)
- Châu Mỹ/Argentina/San Luis – San Luis (SL)
- Châu Mỹ/Argentina/Rio Gallegos– Santa Cruz (SC)
- Châu Mỹ/Argentina/Ushuaia – Tierra del Fuego (TF)